# Böltorn
Böltorn (norröna: Bǫlþórr eller Bǫlþorn, "olyckstagg") är en jätte i nordisk mytologi. Han är troligen far till jättinnan Bestla som är mor till de första gudarna Oden, Vile och Ve.

## Källtexterna

### Hávamál
Böltorn är endast omnämnd i Hávamál 140 samt i Snorre Sturlassons redogörelse för gudarnas härstamning i Gylfaginning 6.
| Jag fick maktkväden nio av den märklige sonen till Böltorn, Bestlas fader, och en dryck fick jag av det dyra mjödet som ur Odröre östes upp. | Fimbulljóð níu nam ek af inum frægja syni Bǫlþórs, Bestlu fǫður, ok ek drykk of gat ins dýra mjaðar, ausinn Óðreri. |  |

Detta är tredje Rúnatal-strofen i Hávamál (138-145). Det "jag" som talar i dikten är Oden själv som hänger spjutstungen i världsträdet, offrad av sig själv åt sig själv för att vinna hemlig kunskap. Jättens namn stavas i originaltexten Bǫlþórr (Böltor), och det framgår att det är dennes son som ger Oden nio maktkväden – ett för varje dygn han hänger i trädet. Sonens namn omtalas inte, men det har gissats att han skulle vara identisk med den vise Mimer, vars källa ligger vid foten av det träd där Oden hänger. Syftningen i raderna 2 och 3 är oklar: Är det "sonen till Böltor" som är "Bestlas fader", eller är det Böltor själv?

### Gylfaginning
I Gylfaginning 6 berättar Snorre om gudarnas härstamning. Urkon Audhumbla, som lever i Ginnungagap, slickar på salta rimfroststenar och skulpterar på så sätt fram ett urväsen som kallas Bure:
| Han [=Bure] fick en son som hette Bor. Denne äktade en kvinna som hette Bestla, dotter till jätten Böltorn och de fick tre söner. Den ene hette Oden, den andre Vile, och den tredje Ve. | Hann gat son þann er Borr hét. Hann fekk þeirar konu er Bestla hét, dóttir Bǫlþorns jǫtuns, ok fengu þau þrjá sonu. Hét einn Óðinn, annarr Vili, þriði Vé. |  |

Snorre har här ändrat stavningen av jättens namn från Bǫlþórr till Bǫlþorn, och han bekräftar tolkningen att Bestla är Böltorns dotter. Men troligen har Snorre inte haft någon annan  källa rörande Böltorn än Hávamál 140, och han har inget att tillägga. Någon myt som förklarar namnet Böltor ("olycksjätte" ?) eller Böltorn ("olyckstagg") har inte bevarats.
Böltorn bör ha tillhört de första jättarna, eftersom han levde redan på Bures tid. Viktor Rydberg gissade att Böltorn var identisk med Ymer, men det är en tolkning som inte är allmänt accepterad.